# Gustav Mähl
Gustav Peter Samuel Mähl, auch Peter Samuel Gustav Mähl (* 24. November 1789 in Rostock; † 20. Oktober 1833 ebenda) war ein deutscher Chemiker, Pharmazeut und Hochschullehrer an der Universität Rostock.

## Leben
Gustav Mähl war Sohn des Apothekers und Inhabers der Rostocker Ratsapotheke Jacob (Christoph) Mähl (1753–1822) und dessen Frau Regina Katharina, geb. Brach. Er wuchs unter zahlreichen Geschwistern auf.
Mähl ging nach einer Apothekerlehre bei seinem Vater 1808 zum Studium der Naturwissenschaften und Medizin an die Universität Göttingen. 1810/11 besuchte er das bekannte pharmazeutische Lehrinstitut von Johann Bartholomäus Trommsdorff in Erfurt und belegte weitere Kurse in Chemie und Pharmazie an der Universität Rostock bei Ludolf Christian Treviranus. 1811 wurde er in Rostock zum Dr. phil. promoviert mit der Arbeit De gas azotico sulphurato und war dann zunächst Privatdozent. Im Mai 1812 wurde er zum außerordentlichen Professor der Chemie und Pharmazie (herzoglich) berufen. Seine Professur war die erste eigene Professur für Chemie, das Fach war bisher der Botanik zugeordnet gewesen. 1817 erhielt er die ordentliche	Professor der Chemie und Pharmazie (herzoglich). Seine Vorlesungen beinhalteten Toxikologie, analytische Chemie, Experimental-Chemie und Pharmazie.
Mähl führte seinen Unterricht teilweise in den Räumen der väterlichen Apotheke durch, das erste chemische Labor der Universität konnte erst durch seinen Nachfolger Helmuth von Blücher errichtet werden. Dieser hatte weitreichende Unterstützung erhalten seitens des Kanzlers der Universität Carl Friedrich von Both und von der Medizinischen Fakultät durch Carl Strempel. Strempel hatte die Notwendigkeit der Naturwissenschaften für die Medizin und den klinischen Unterricht erkannt und die entsprechende Ausbildung der Medizinstudenten in Rostock für ungenügend befunden. Mähl konnte infolge von Krankheiten hierzu keinen Beitrag in Form von zusätzlichen Vorlesungen leisten.
In der akademischen Selbstverwaltung war Mähl 1820/1821 und 1829/1830 Dekan der Philosophischen Fakultät und 1828/1829 Rektor der Universität. Zudem war er ab 1815 ao. Assessor der medizinischen Fakultät und ab 1830 ao. Mitglied der Großherzoglichen Medizinal-Kommission. Er war Mitglied des Apothekervereins und des Mecklenburgischen Patriotischen Vereins.
Gustav Mähl war verheiratet mit	Julie, geb. Josephi, der Tochter des Rostocker Professors der Medizin Wilhelm Josephi (1763–1845).

## Schriften (Auswahl)
- Gibt es ein schwefelhaltiges Stickstoffgas? In: Journal der Pharmacie für Ärzte und Apotheker. Bände 21–22. Crusius, 1812.
- Mittel gegen die Verbreitung der Viehseuche. 1813.
- Chemische Untersuchung des Titaneisensandes von Warnemünde, und Bemerkungen über ätzenden Quecksilbersublimat und über Chlorine. 1828. (BSB digital)
- Über die Wirkungen des Phosphors und des Schwefels aufeinander. 1829.